# Pasieki (gmina)
Pasieki (do ok. 1915 Tomaszów) – dawna gmina wiejska istniejąca do 1954 roku w woj. lubelskim. Siedzibą władz gminy były Pasieki.
Gmina Pasieki powstała podczas I wojny światowej w związku z przemianowaniem gminy Tomaszów na gmina Pasieki.
W 1919 roku gmina weszła w skład woj. lubelskiego.
1 kwietnia 1929 wieś Pasieczno wraz z młynem Pasieczno i osadą młyńską Małki (łącznie 102 ha 2208 m²) wyłączono z gminy Pasieki i włączono do Tomaszowa Lubelskiego
Pod okupacją niemiecką włączona do powiatu zamojskiego w dystrykcie lubelskim Generalnego Gubernatorstwa.
Po II wojnie światowej gmina zachowała przynależność administracyjną sprzed wojny.  Według stanu z dnia 1 lipca 1952 roku gmina składała się z 17 gromad.
Gmina została zniesiona 29 września 1954 roku wraz z reformą wprowadzającą gromady w miejsce gmin. Jednostki nie przywrócono 1 stycznia 1973 roku po reaktywowaniu gmin.